# CopperheadOS
CopperheadOS是一个主要供智能手机使用的基于AOSP增加了隐私和安全功能的Linux发行版，由加拿大信息安全公司Copperhead开发，并以CC BY-NC-SA 4.0授权发布，未开源。
CopperheadOS适配Google Pixel系列，但开发团队资源有限，因此更多的设备非其目标，其新增了几项AOSP不具备的安全功能，譬如：比如预装加固版Linux内核，以及使用独立密码解锁设备和加密的能力、减少用户安装风险软件之风险、其也没内置大多数Android设备预装的Google Play Store，而预装F-Droid。该开发项目始于2014年，2015年8月发布首个alpha版本，2016年2月发布beta版，之后又发布适配于Google Nexus和Google Pixel的版本。项目最初以GPL授权发布，源代码公开托管在GitHub。
2016年10月，项目许可证改为CC BY-NC-SA 4.0，自2020年6月，源代码不再公开。